# Émilien Jacquelin
Émilien Jacquelin (Grenoble, 11 juli 1995) is een Franse biatleet. Hij vertegenwoordigde zijn vaderland op de Olympische Winterspelen 2018 in Pyeongchang en de Olympische Winterspelen 2022 in Peking.

## Carrière
Bij zijn wereldbekerdebuut, in november 2017 in Östersund, scoorde Jacquelin direct wereldbekerpunten. In januari 2018 behaalde de Fransman in Antholz zijn eerste toptienklassering in een wereldbekerwedstrijd. Tijdens de Olympische Winterspelen van 2018 in Pyeongchang eindigde hij als 77e op de 20 kilometer individueel, op de estafette eindigde hij samen met Simon Desthieux, Martin Fourcade en Antonin Guigonnat op de vijfde plaats.
Op de wereldkampioenschappen biatlon 2019 in Östersund eindigde Jacquelin als 24e op de 10 kilometer sprint en als 29e op de 12,5 kilometer achtervolging.
In december 2019 stond de Fransman in Hochfilzen voor de eerste maal in zijn carrière op het podium van een wereldbekerwedstrijd. Op de wereldkampioenschappen biatlon 2020 in Antholz werd Jacquelin wereldkampioen op de 12,5 kilometer achtervolging, tevens zijn eerste wereldbekerzege. Daarnaast behaalde hij de bronzen medaille op de 15 kilometer massastart en eindigde hij als zesde op de 10 kilometer sprint. Samen met Martin Fourcade, Simon Desthieux en Quentin Fillon Maillet veroverde hij de wereldtitel op de estafette, op de single-mixed-relay legde hij samen met Anaïs Bescond beslag op de bronzen medaille. Op het wereldkampioenschappen biatlon 2021 in Pokljuka verlengde hij zijn titel op de achtervolging. Ook won hij in 2021 de 15 km massastart voor een thuispubliek in Annecy-Le Grand Bornand.

Op de Olympische Winterspelen 2022 in Peking won Jacquelin als deel van de Franse ploeg een zilveren medaille in zowel de 4x7,5 km estafette en de gemengde estafette.

## Resultaten

### Olympische Winterspelen
| Jaar | Plaats      | Onderdeel   | Onderdeel | Onderdeel     | Onderdeel  | Onderdeel | Onderdeel          |
| Jaar | Plaats      | Individueel | Sprint    | Achtervolging | Massastart | Estafette | Gemengde estafette |
| ---- | ----------- | ----------- | --------- | ------------- | ---------- | --------- | ------------------ |
| 2018 | Pyeongchang | 77e         | –         | –             | –          | 5e        | –                  |
| 2022 | Peking      | 72e         | 9e        | 9e            | 22e        | ↑         | ↑                  |

### Wereldkampioenschappen
| Jaar | Plaats    | Onderdeel   | Onderdeel | Onderdeel     | Onderdeel  | Onderdeel | Onderdeel          | Onderdeel          |
| Jaar | Plaats    | Individueel | Sprint    | Achtervolging | Massastart | Estafette | Gemengde estafette | Single mixed relay |
| ---- | --------- | ----------- | --------- | ------------- | ---------- | --------- | ------------------ | ------------------ |
| 2019 | Östersund | –           | 24e       | 29e           | –          | –         | –                  | –                  |
| 2020 | Antholz   | –           | 6e        | Goud          | Brons      | Goud      | –                  | Brons              |
| 2021 | Pokljuka  | 13e         | Brons     | Goud          | 30e        | 4e        | 5e                 | –                  |
| 2023 | Oberhof   | 37e         | 36e       | –             | 20e        | Goud      | Brons              | –                  |

### Wereldkampioenschappen junioren
| Jaar | Plaats           | Onderdeel   | Onderdeel | Onderdeel     | Onderdeel |
| Jaar | Plaats           | Individueel | Sprint    | Achtervolging | Estafette |
| ---- | ---------------- | ----------- | --------- | ------------- | --------- |
| 2015 | Minsk            | 4e          | 15e       | 7e            | Brons     |
| 2016 | Cheile Gradistei | 9e          | 4e        | 5e            | 6e        |

### Wereldbeker
Eindklasseringen
| Seizoen   | Algemeen | Individueel | Sprint | Achtervolging | Massastart |
| --------- | -------- | ----------- | ------ | ------------- | ---------- |
| 2017/2018 | 46e      | 52e         | 47e    | 36e           | 43e        |
| 2018/2019 | 24e      | 42e         | 24e    | 22e           | 24e        |
| 2019/2020 | 5e       | 18e         | 7e     | Goud          | 6e         |
| 2020/2021 | 7e       | 10e         | 10e    | Brons         | 14e        |
| 2021/2022 | 5e       | 19e         | 4e     | 4e            | 5e         |
| 2022/2023 | 16e      | 49e         | 11e    | 15e           | 22e        |

Wereldbekerzeges
| Nr.         | Datum            | Plaats                  | Onderdeel                  |
| Individueel | Individueel      | Individueel             | Individueel                |
| ----------- | ---------------- | ----------------------- | -------------------------- |
| 1.          | 16 februari 2020 | Antholz                 | 12,5 km achtervolging (WK) |
| 2.          | 14 februari 2021 | Pokljuka                | 12,5 km achtervolging (WK) |
| 3.          | 19 december 2021 | Annecy-Le Grand Bornand | 15 km massastart           |
| Estafette   |                  |                         |                            |
| 1.          | 18 januari 2020  | Ruhpolding              | 4×7,5 km estafette         |
| 2.          | 25 januari 2020  | Pokljuka                | Single-mixed-relay         |
| 3.          | 22 februari 2020 | Antholz                 | 4×7,5 km estafette (WK)    |
| 4.          | 10 januari 2021  | Oberhof                 | Single-mixed-relay         |
| 5.          | 15 januari 2021  | Oberhof                 | 4x7,5 km estafette         |
| 6.          | 23 januari 2021  | Antholz                 | 4x7,5 km estafette         |
| 7.          | 25 november 2023 | Östersund               | 4×6 km gemende estafette   |